# Museu de l'emigració irlandesa
El museu de l'emigració irlandesa (EPIC The Irish Emigration Museum) està situat a Docklands de Dublín, i cobreix la història de la diàspora irlandesa i l'emigració a altres països. Va ser dissenyat per la firma de disseny londinenc Event Communications i va ser reconegut com a "Europa Leading Tourist Attraction" als premis mundials Travel Travel 2019.

## Creació
EPIC és un museu de propietat privada fundat per Neville Isdell, antic president i conseller delegat de The Coca-Cola Company, que va néixer al comtat de Down. Durant el 2015, es va reunir un grup assessor per estudiar com desenvolupar el museu. El maig del 2016 va ser inaugurat oficialment per l'expresidenta d'Irlanda Mary Robinson.
Es troba a l'edifici anomenat CHQ Building, un edifici catalogat originalment conegut com a Stack A i construït el 1820 per John Rennie i completat per Thomas Telford ; que s'utilitzava com a magatzem duaner del tabac i el vi. El CHD va ser conservat i restaurat per la DDDA a principis dels anys 2000.
L'exposició va ser dissenyada i desenvolupada per una consultora especialitzada en disseny de museus de Londres, anomenada Event Communications, que també havia dissenyat l'atracció Titanic Belfast. A la seva inauguració del 2016, l' Irish Independent va informar que Isdell havia invertit 15 milions d'euros en el projecte per dissenyar 20 galeries amb grans instal·lacions i un important desplegament tecnològic. El diari Irish Times va descriure el museu com "el primer museu completament digital del món". Va rebre 120.000 visitants en el seu primer any, quan va ser nominat al Premi al Museu Europeu de l'Any el 2018 EPIC va guanyar els premis World Travel Awards de la principal atracció turística a Europa el 2019

## Exposicions
L'exposició està formada per una vintena de galeries de temàtica individual i que es classifiquen en els títols Migració (Galeries 1 a 2), Motivació (Galeries 4 a 7), Influència (Galeries 8 a 18) i Diàspora avui (Galeries 19 a 20).
- Les galeries "Migració" tracten els patrons de la migració d'Irlanda des del 500 aC. Les galeries "Motivació" cobreixen el treball missioner religiós, la fam irlandesa, la persecució religiosa i social, el transport criminal i els efectes de la participació irlandesa en conflictes estrangers. Les pantalles inclouen una sèrie de testimonis de vídeo de sis emigrants irlandesos, entre ells Thomas Quinn, que va emigrar del comtat de Roscommon, el 1847 als sis anys, per començar una nova vida al Canadà.[12]
- La secció "Influència" abasta notables immigrants irlandesos en el món dels negocis, l'esport, la ciència i els inventors, líders i pensadors polítics, música, dansa i entreteniment, art i moda, escriptura i narració i menjar i beure. Altres influències culturals destacades inclouen una "galeria rogues" interactiva de cercadors amb patrimoni irlandès, i festivals i celebracions mundials de la cultura irlandesa. [cal citació]
- El "Irish Family History Center" també es troba al CHQ, i ofereix als visitants l'opció de consultar amb genealogistes i accedir a registres digitalitzats a les estacions de treball.[cal citació]